# ドミニク・レベロ
ドミニク・レベロ（Dominic Rebelo、1978年8月14日-）はケニアの男子アーチェリー選手。
1996年のアトランタオリンピックに出場し、女子競技に出場したジェニファー・ムブタと共にケニアから初めてオリンピックアーチェリー競技に出場したケニアの選手となった。出場した男子個人で61位になっている。2000年のシドニーオリンピックにも出場しており、再び男子個人に出場したが63位だった。